# 鎌ヶ谷大仏

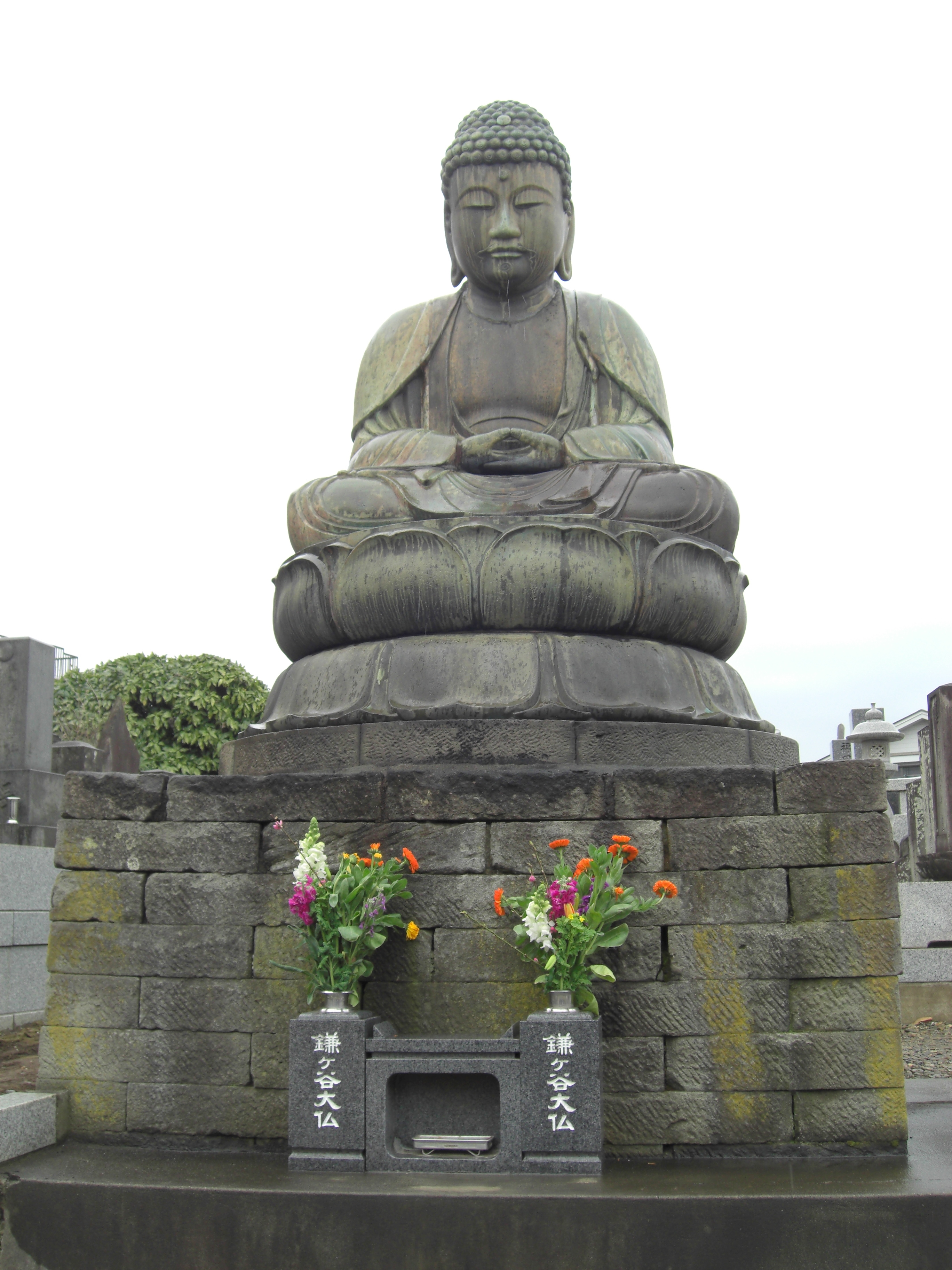
鎌ヶ谷大仏

鎌ヶ谷大仏（かまがや だいぶつ）は、千葉県鎌ケ谷市にある大仏である。鋳造青銅製の釈迦如来像で、高さ1.80メートル、台座含めて2.30メートル。京成電鉄松戸線の鎌ヶ谷大仏駅北口・京成バス千葉ウエスト鎌ヶ谷営業所より徒歩1分ほどのところに鎮座している。

## 概要
安永5年（1776年）11月、鎌ヶ谷宿に住む大国屋福田文右衛門が先祖の霊の冥福を祈るために、江戸神田の鋳物職人多川主膳に作らせた。建立の際、かなりの派手好きであった文右衛門は、自宅前から大仏の場所まで数百メートルに渡って琉球ござを敷き、僧侶などをもてなしたという。また、開眼供養の際、50人余りの僧侶を招き、江戸の高級料理屋八百善に300人分の料理を用意させ、「つぼに白金、お平にゃ黄金、皿にゃ小判でとどめ刺す」と唄い囃されたと伝えられる。
住民の尊崇が篤く、明治時代の廃仏毀釈を乗り越え、太平洋戦争中の金属供出も拒否して守られた。1972年（昭和47年）3月、鎌ケ谷市の文化財に指定された。現在でも大仏は福田家が所有・管理し、駅前通りに面した墓地の中に露座で建っている。
古くから鎌ヶ谷宿一帯のシンボルとなっており、東側にある千葉県道59号市川印西線（木下(きおろし)街道）と千葉県道57号千葉鎌ケ谷松戸線との交差点名になっているほか、鉄道駅およびバス停留所にも名が使用されている。

## 逸話
- 現在の京成松戸線の前身である新京成線が鎌ヶ谷大仏駅まで延伸開業した際に、新京成電鉄が行楽客を呼び込もうとポスターを張り出したが、実物を見た行楽客があまりの小ささにがっかりしたと言う話が残っている。なお、周辺には「大仏」を冠した商店街名（大仏商店会）や店名、商品名（コロッケ[5]など）もある。
- 日本で大仏と称される仏像のうち、石像以外では最小との説がある[3]。
- ベイエフエムの企画で、スキップカウズがリスナーからの投稿に基づき、鎌ヶ谷大仏をイメージした楽曲「鎌ヶ谷大仏〜DIVE TO LOVE（だいぶ・つ・ラブ）〜」のCDが2007年4月18日に発売された。併録曲（所謂B面もしくはc/w）も鎌ヶ谷大仏の歌「ロックンローラーMr.K.D.」である（「K.D.」は、かまがや（Kamagaya）だいぶつ（Daibutsu）のローマ字頭文字）。
- バラエティ番組『有吉弘行のダレトク!?』（関西テレビ、2014年3月4日放送）の「ダレトク!?がっかりご当地」で千葉県が取り上げられた際に紹介された。

## 周辺
正面の道路向かいに八幡神社がある。